# 根结线虫
根结线虫（Meloidogyne）是一种高度专化型的杂食性植物病原线虫，是蔬菜上最具破坏力的病原线虫之一。

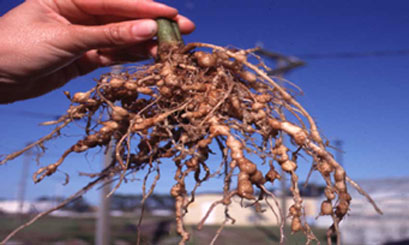
根结